# Theodor Haagaas
Theodor Christian Petersen Haagaas (15 de junho de 1873, Tistedalen – 25 de dezembro de 1961, Oslo) era um matemático norueguês e proprietário de uma escola particular. Ele era co-proprietário da Frogner School e da Nissen's Girls 'School (1913–1918) e fundador, proprietário e diretor da Haagaas School, um ginásio particular em Frogner, Oslo, que existia entre 1915 e 1955 . Ele também é conhecido pela série de livros didáticos Haffner og Haagaas, amplamente utilizada em matemática, publicada entre 1925 e 1979 em várias edições. Ele recebeu a Medalha de Mérito em Ouro do Rei em 1949.

## Contexto
Ele cresceu em Tistedalen, nos arredores de Frederikshald, onde seu pai Theodor Christian Haagaas (1823-1899) era o diretor-gerente (1862-1892) das serrarias de Saugbrugsforeningen, a maior empresa madeireira da Noruega. Seu pai morava em Veden Manor, em Tistedalen. Theodor Haagaas foi um dos pioneiros do esqui em Tistedalen entre 1885 e 1886. Ele foi pai de quatro filhas, entre elas Henriette Bie Lorentzen.

## Carreira

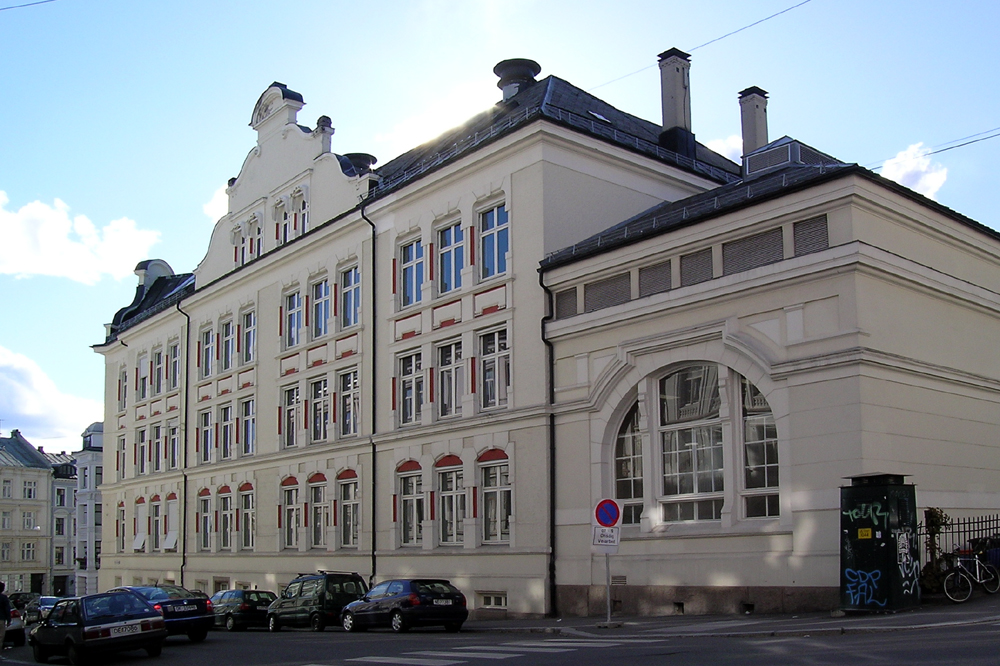
O edifício compartilhado da escola Frogner e da escola Haagaas em Frogner, Oslo

Ele participou do Frederikshald Gymnasium e se formou no vestibular Examen Artium da universidade em 1891. Posteriormente, estudou filosofia e ciências naturais na Universidade Royal Frederick. Ele também serviu na Defesa Marítima Norueguesa de 1897 a 1902 como vice-intendente (tenente do corpo de oficiais de logística).
Ele foi professor de matemática no ginásio particular Frogner School, em Oslo, em 1900, e foi co-proprietário da Frogner School e de sua vizinha, a Nissen's Girls' School, de 1913 a 1918. Ele foi o fundador, proprietário e diretor da Escola Haagaas, um ginásio particular em Oslo que existia entre 1915 e 1955. A Escola Haagaas foi a última escola na Noruega na tradição da Escola Heltberg do século 19, oferecendo uma via rápida para o examen artium (um modo , chamada studentfabrikk, "fábrica de estudantes") e foi descrita por Mosse Jørgensen como "a nova [escola] Heltberg". Segundo seu ex-aluno Harald Throne-Holst, Haagaas foi caracterizado por um "senso de humor forte e ativo".
Ele foi co-autor e, posteriormente, o único autor da série de livros didáticos Haffner og Haagaas em matemática, publicada entre 1925 e 1979 em várias edições. Após sua morte, ele foi descrito por Aftenposten como um dos educadores noruegueses mais conhecidos em sua vida.

## Honras
- Medalha de Mérito do Rei em Ouro, 1949[6][7]